# Plastron (Zivilbekleidung)

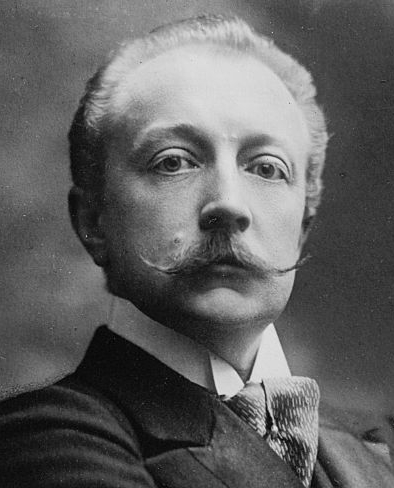
Boni de Castellane (1867–1932) mit Plastron-Krawatte

Als Plastron (Aussprache [...ˈtrõː], österr. [...ˈtroːn]) bezeichnet man eine breite (weiße) Krawatte oder einen Brustlatz bei Frauentrachten.
Die breite Krawatte, auch Krawattenschal, Ascot, Ascotkrawatte oder englisch day cravat  (Tageskrawatte) genannt, ist einer der Vorläufer der heutigen Langbinderkrawatte.

## Geschichte
Aus mehreren übereinander gelegten Krawattenknoten hat sich um 1860 das Plastron entwickelt. Es wurde und wird zum Cutaway, später auch zum Gehrock getragen und um 1920 vom schmaleren Langbinder abgelöst, der heute gängigen Form der Krawatte.
Die Bezeichnungen Ascot und Ascotkrawatte stammen vom berühmten britischen Pferderennen Royal Ascot Race, bei welchem die Herren das Plastron zum klassischen Cutaway tragen.

## Heute

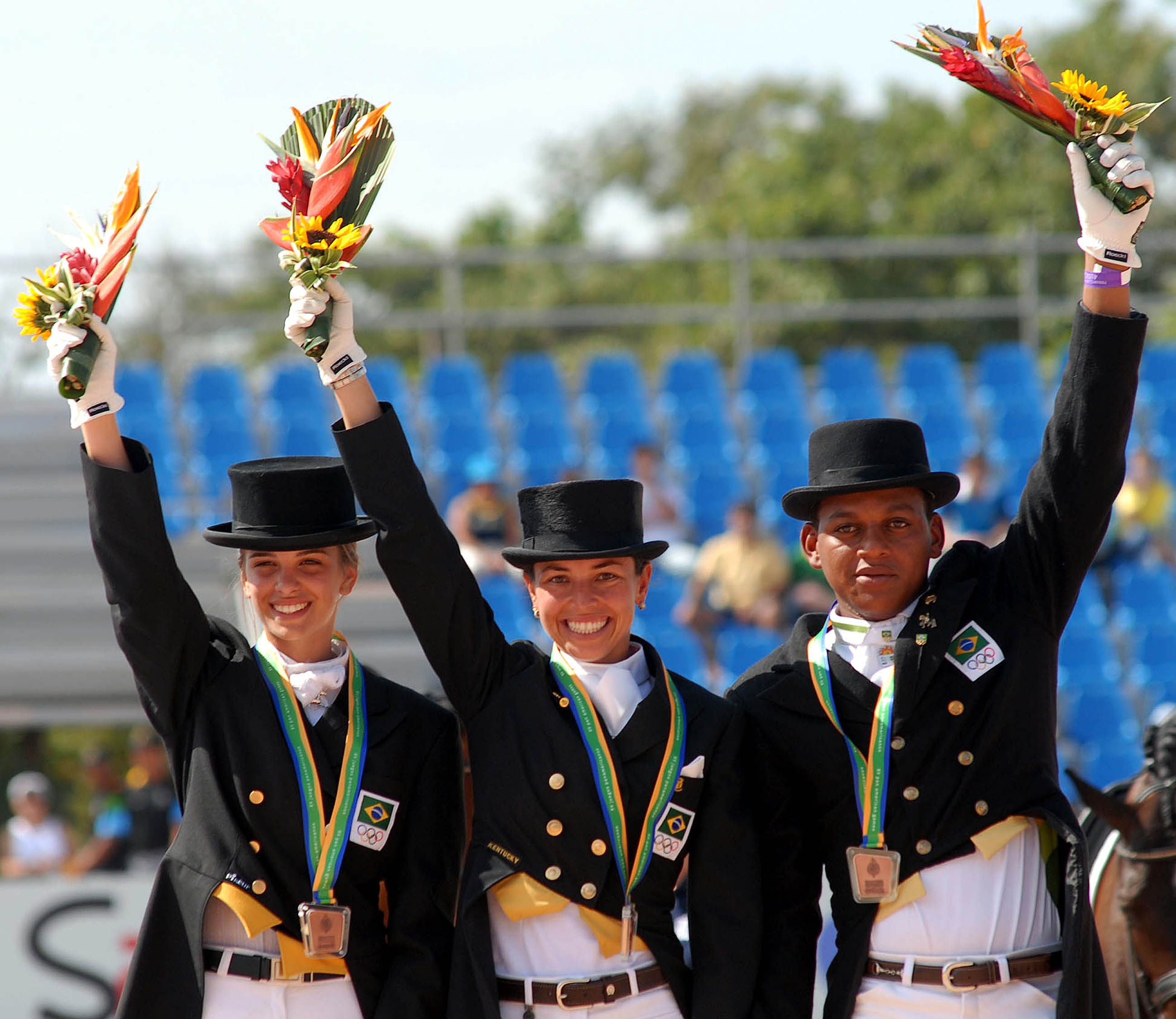
Die beiden Reiterinnen links mit Plastron

Außer zum Cutaway wird das Plastron heute fast nur noch im Reitsport getragen. Bei den Turnierreitern haben sich die fertig gebundenen Modelle mit Klettverschlüssen und Knöpfen durchgesetzt. Das selbst gebundene Plastron findet man heute vornehmlich in der traditionsverbundenen Jagdreiterei. Hier hatte das Plastron neben dem modischen Charakter auch immer einen praktischen Nutzen: Es lässt sich als Verbandmaterial bei Hund, Pferd und Reiter einsetzen, man kann es als Hundeleine benutzen und auch Lederzeug lässt sich notdürftig reparieren.
Daneben findet das Plastron in der Hochzeitskleidung Verwendung, dann in Kombination mit einem Dreiteiler oder einer Hochzeitsweste. Bei Hochzeiten sollten die männlichen Gäste nicht besser oder festlicher gekleidet sein als der Bräutigam. Trägt der Bräutigam kein Plastron, sondern Krawatte, Fliege oder Schleife, sollte der Gast auf das Tragen eines festlichen Plastrons verzichten. Trägt der Bräutigam ein Plastron, so kann auch der Gast ein (dezenteres) Plastron tragen. In Großbritannien und den USA gehört es zum guten Ton, zum Cut ein Plastron zu tragen.